# Gleichschaltung

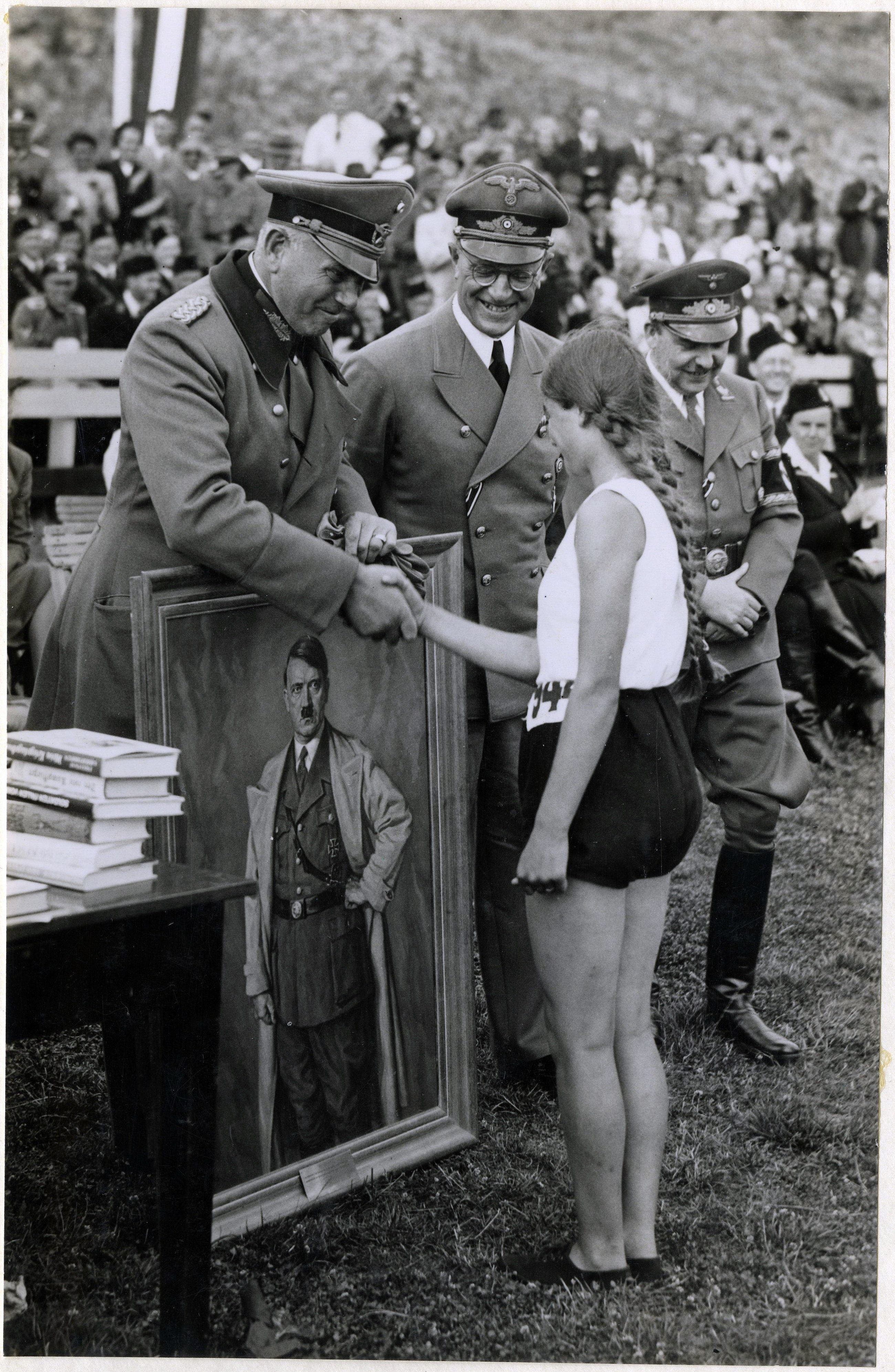
Den Haag, 1941: Een Nederlandse atlete ontvangt als sportprijs een portret van Adolf Hitler, overhandigd door generaal Otto Schumann, bevelhebber van de Ordnungspolizei in bezet Nederland. Naast hem staan dr. Arthur Seyss-Inquart, Rijkscommissaris, en Fritz Schmidt, hoofd van het Generalkommissariat zur besonderen Verwendung, verantwoordelijk voor de gelijkschakeling van Nederland met Duitsland.

Gleichschaltung of gelijkschakeling, ook: nazificatie, was de eufemistische term waarmee men de maatregelen aanduidde waarmee de nazi's, nadat Hitler tot rijkskanselier was benoemd (30 januari 1933), de Weimarrepubliek (zoals Duitsland na de val van het Keizerrijk vaak genoemd werd) in een totalitaire dictatuur veranderden. Meer specifiek doelt men met Gleichschaltung op een aantal maatregelen en gebeurtenissen die de controle van de NSDAP over Duitsland versterkten tot een totalitair systeem was bereikt.

## Achtergrond
De term was oorspronkelijk afkomstig uit het technisch jargon en duidde op de synchronisatie (in de pas laten lopen) van machines. De nazi's wilden met hun maatregelen de hele Duitse bevolking "synchroniseren" in het keurslijf van de NSDAP. Iedere organisatie, van de kleinste niet-politieke hobbyclub tot de grootste deelstaten aan toe, en zelfs ook ideologisch verwante conservatieve verenigingen als Stahlhelm, moesten ondergeschikt gemaakt worden aan de NSDAP. De NSDAP verkreeg dan zo als het ware een monopolie op ieder aspect van het leven.
Dit doel wilde men bereiken op de volgende manieren:
- Algemene invoering van het Leidersbeginsel of Führerprinzip in het openbare leven. Democratische procedures binnen bijvoorbeeld sportverenigingen werden opgeschort. De leden dienden een door 'bovenaf' benoemde of gedoogde leider te gehoorzamen.
- Elke vereniging of organisatie die de nazi's niet konden gebruiken of als concurrenten voor de macht zagen tot opheffing dwingen. Voorbeelden waren de opheffing van de vakbonden en de politieke partijen. (De vakbonden werden niet opgeheven, maar werden samengevoegd tot de DAF);
- Statutenwijziging van getolereerde verenigingen of organisaties waarbij het nationaalsocialistische gedachtegoed werd geaccepteerd, of waarin de structuur werd aangepast aan of geïntegreerd in de partij;
- Opname van nazi's zoals NSDAP-leden en leden van de Sturmabteilung (aanvalsafdeling; afgekort als SA, de para-militaire NSDAP-militie) in het dagelijks bestuur van 'goedgekeurde' organisaties;
- Het creëren van staatsinstanties of ministeries die de organisatie controleren, zoals de creatie van een Ministerie voor Kerkelijke Aangelegenheden;
- Het creëren van concurrerende, vervangende of nieuwe organisaties, zoals de vereniging Kraft durch Freude (kracht door plezier) die uitstapjes organiseerde voor arbeiders, en nazi-jeugdorganisaties als de Hitlerjugend en de Bund Deutscher Mädel (bond van Duitse meisjes);
- Het afschaffen van scheiding der machten in het staatsapparaat;
- Het opheffen van de bevoegdheden van de deelstaten;
- Het opschorten van de grondrechten zoals vrije meningsuiting en vrijheid van vergadering;
- Het aannemen van repressieve wetgeving;
- Publiekelijke acceptatie van de nazi-ideologie door besturen van organisaties;
- Intimidatie en terreur jegens een ieder die niet met de Gleichschaltung meewerkte.

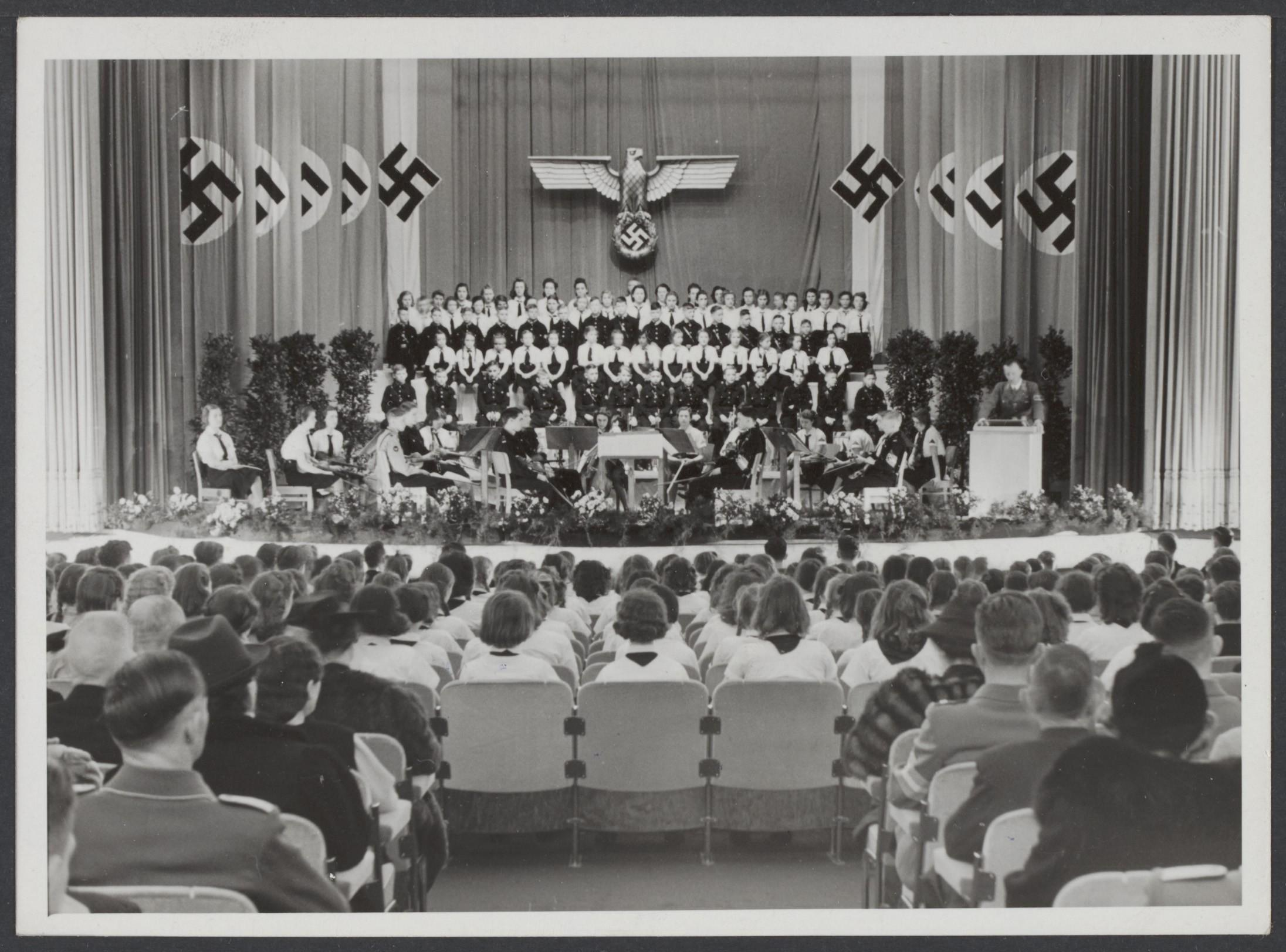
Utrecht, 1942: Nederlandse 14-jarige jongens en meisjes worden opgenomen in de Hitlerjugend en Bund Deutscher Mädel

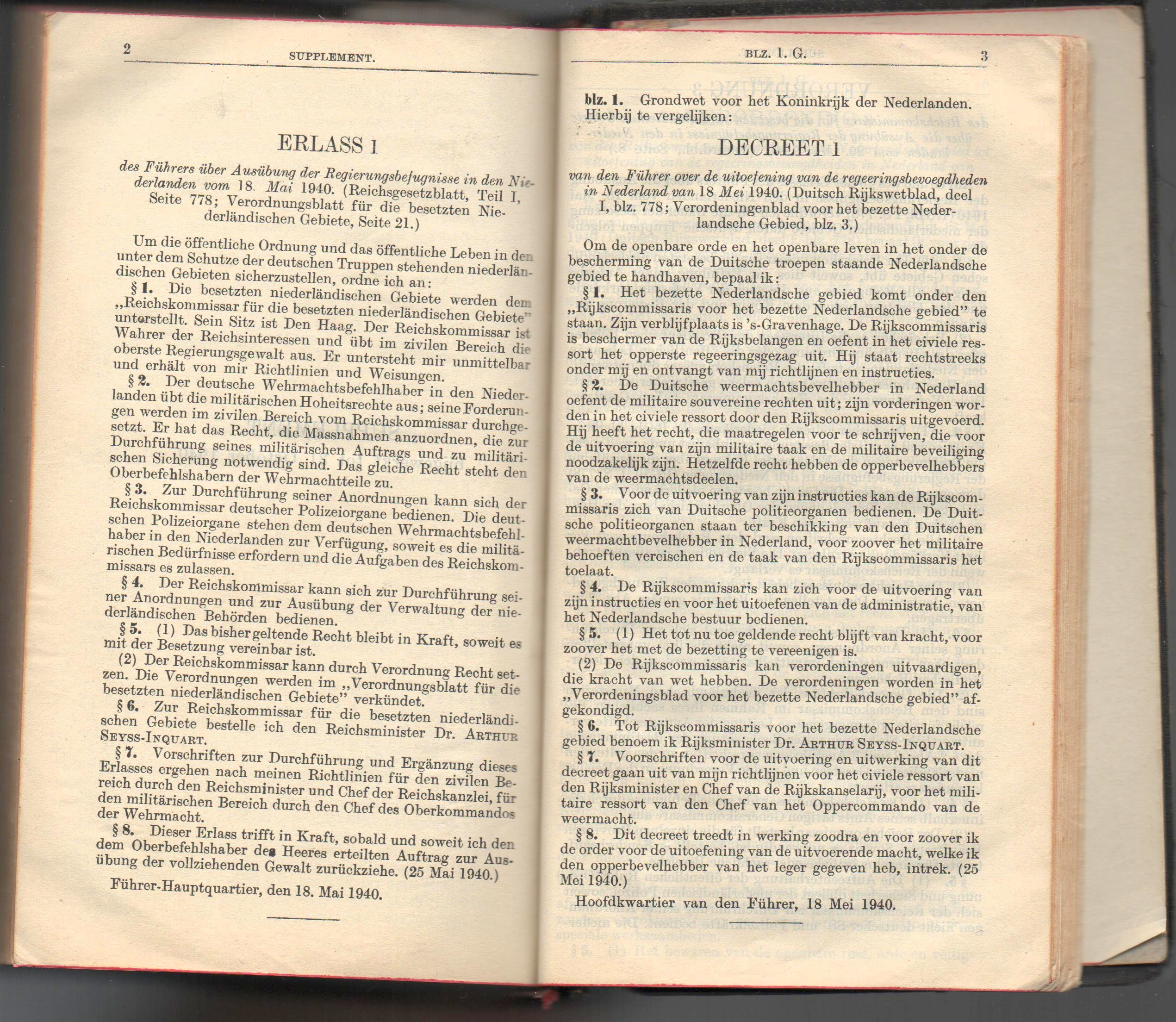
Nederlands wetboek, 1940: Per decreet van Adolf Hitler werden in Nederland wetten ingevoerd of aangepast, naar Duits model.

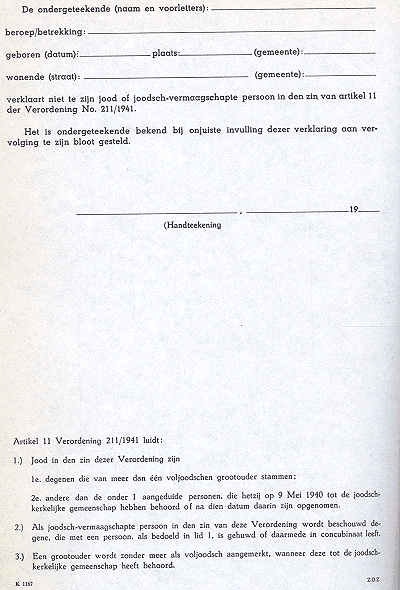
Wettelijk verplichte Ariërverklaring in Nederland: Elke ambtenaar, burgemeester of rechter, zelfs bij de Hoge Raad der Nederlanden, was (net als in Duitsland) verplicht te verklaren of hij Joods was, of van Joodse afkomst was. De consequentie van Joods zijn, was het ontslag uit zijn beroep of ambt. Onderdeel van het uitsluiten van de samenleving van alle Joodse burgers.

## Verloop van de Gleichschaltung
De gelijkschakeling van land en volk vond in verschillende stappen met name in de periode 1933-'37 plaats:
- De aanname van noodvolmachten door de Reichstag en president Von Hindenburg naar aanleiding van de Rijksdagbrand (De Rijksdagbrandverordening, Reichstagsbrandverordnung), gevolgd door terreuracties door de SA op politieke tegenstanders en willekeurige arrestaties van deze tegenstanders met name socialisten en communisten;
- De Rijksdagverkiezingen van maart 1933, waarbij de NSDAP 44% van de stemmen haalde. Door de coalitie met conservatieve bondgenoten en door de communisten hun zetel te ontzetten controleren de nazi's nu effectief een absolute meerderheid;
- De daaropvolgende aanname van een speciale machtigingswet van 1933 die de grondrechten opschortte en de wetgevende macht bij de regering legde. Hiermee schakelde het parlement zichzelf in feite uit. De SPD, die tegen had gestemd, werd verboden. In de daaropvolgende periode werden alle andere partijen ook ontbonden;
- De eerste Gleichschaltungswet, die de reeds grotendeels genazificeerde deelstaatregeringen eveneens wetgevende bevoegdheden gaf op deelstaatniveau;
- De tweede Gleichschaltungswet, die de post van Rijksstadhouder in iedere deelstaat in het leven riep. Deze door de regering benoemde functionarissen zouden als een soort deelstaatpresidenten functioneren. Hitler werd zelf Rijksstadhouder van de grootste en belangrijkste deelstaat, Pruisen;
- Een aanval op de grootste vakbond ADGB leidde het einde van de vakbonden in. ADGB-gebouwen werden bezet en leiders opgepakt. Uiteindelijk werden alle vakbonden verenigd in de nazi-organisatie Deutsches Arbeitsfront (DAF);
- De aanname van een wet die de vorming van nieuwe politieke partijen verbood;
- Begin 1934 werd middels een tweetal wetten de federale staatsstructuur opgeheven. Alle deelstaatinstellingen werden opgeheven en al hun bevoegdheden vervielen aan de centrale regering in Berlijn. Vanaf nu was Duitsland een eenheidsstaat en was de indeling in Gaue van de NSDAP veel belangrijker. De deelstaten waren niets meer dan lijnen op de kaart;
- Ook intern, binnen de nazi-gelederen zelf, werd 'Gleichgeschaltet': de SA onder leiding van Ernst Röhm kreeg in de ogen van Hitler te veel praatjes. Hiermee werd in de Nacht van de Lange Messen (begin juli 1934) grondig afgerekend waarbij de macht van deze afdeling werd gebroken en verschillende kopstukken werden vermoord (zoals Röhm) of gevangen werden gezet. Ook andere politieke tegenstanders van Hitler, alsmede oude vijanden zoals Gustav von Kahr, werden gearresteerd of vermoord. Deze actie werd achteraf gelegaliseerd door middel van een speciale wet met terugwerkende kracht;
- Op 2 augustus 1934 overleed president Paul von Hindenburg. Direct daarna werden de bevoegdheden van Rijkspresident met die van de rijkskanselier verenigd. Vanaf nu was Hitler "Führer en rijkskanselier";
- In 1938 werd de leidinggevende top van het leger, de Reichswehr, gezuiverd van tegenwerkende en onwillige generaals en vervangen door volgzamere militairen waarmee de laatste niet-genazificeerde instantie tot gehoorzaamheid werd gedwongen.

## Gevolg
Vrijwel iedere organisatie van enige betekenis was uiteindelijk gelijkgeschakeld. Zelfs de kleinste organisaties zoals een jagersvereniging ontkwamen hier niet aan. Het proces vond plaats in heel Duitsland, van lokaal tot nationaal niveau. Op lokaal niveau resulteerde het in de nazificering van iedere vereniging en de lagere overheden, op nationaal niveau in het afschaffen van de bevoegdheden van deelstaten en oppositiepartijen. Sommige organisaties werden via dwang of wettelijke maatregelen gelijkgeschakeld, vele werkten hier geheel vrijwillig aan mee. Het resultaat van de Gleichschaltung was de eliminatie van alle mogelijke oppositie van betekenis en de totale controle over de Duitse staat en bevolking. Vanaf het begin werd bovendien een allesdoordringende en constante propaganda over het Duitse volk uitgestort om het met de nazi-ideologie te indoctrineren.
Uiteindelijk moest iedere Duitser lid worden van een of andere genazificeerde organisatie. Jongens moesten bijvoorbeeld vanaf hun zesde lid worden van zogenaamde Pimpfen (Oostenrijks-Duits voor knaapjes), speelclubjes waarin tegelijkertijd de nazi-ideologie "met de paplepel werd ingegoten". Vanaf hun tiende volgde toetreding tot het Deutsches Jungvolk, waarna de jongen met 14 tot de Hitlerjugend toetrad. Vanaf hun 18e dienden ze lid te worden van de Arbeitsdienst of dienst te nemen in het leger of de SS. Meisjes werden aanvankelijk lid van de Jungmädel, vervolgens van de Bund Deutscher Mädel, daarna van Glaube und Schönheit (geloof en schoonheid). Rond hun 21e moesten ze een jaar op het land werken (Landjahr). Alle arbeiders waren bovendien verplicht lid van Kraft durch Freude, dat uitstapjes en hobby's organiseerde. Hobbyclubs vielen verplicht onder de controle van Kraft durch Freude. Ook de Deutsche Offizier Bund ontkwam niet aan de verplichte Gleichschaltung.
Verreweg de meeste Duitsers schikten zich in de nieuwe toestand en velen deden zelfs enthousiast mee. De rest keek gewillig of angstig de andere kant op als er bijvoorbeeld massaal Joden werden opgepakt of razzia's op socialisten werden uitgevoerd. Verzet was zo goed als afwezig vooral door de controle en terreur die de geheime diensten uitoefenden op de bevolking: berucht zijn de Geheime Staatspolizei (Gestapo) en Sicherheitsdienst (veiligheidsdienst, SD). Ook een leger aan informanten gaf mogelijke kritiek op de nazi's snel door aan de geheime dienst waarna de criticus bezoek te wachten stond van een van de veiligheidsdiensten. Toch zijn er nog verschillende, alle uiteindelijk mislukte aanslagen op Hitler uitgevoerd voor en tijdens de oorlog (de bekendste was de aanslag van 20 juli 1944 door Claus Von Stauffenberg in Hitlers oostelijke hoofdkwartier de Wolfsschanze). De algemene passieve houding van verreweg de meeste Duitsers veranderde pas toen de krijgskansen op het eind van de Tweede Wereldoorlog zich gekeerd hadden en de onvermijdelijke nederlaag voor de nazi's steeds duidelijker in zicht kwam.

## Nederland tijdens de Duitse bezetting
Toen Duitsland in mei 1940 Nederland binnenviel, werd de Oostenrijker Arthur Seyss-Inquart benoemd tot rijkscommissaris (officieel voluit Reichskommissar für die besetzten niederländischen Gebiete). Hij ging al snel na zijn benoeming over tot het gelijkschakelen van de Nederlandse samenleving. Aanvankelijk was dit nog met zachte dwang, maar na de Februaristaking in 1941 werd dit met harde hand doorgevoerd. Hij was verantwoordelijk voor de deportatie van meer dan honderdduizend Joden naar de concentratiekampen en vernietigingskampen. De Nederlandse pers werd vrijwel meteen onder controle gesteld van toezichthouders en de facto gecensureerd.